# Wiesnerella denudata
Wiesnerella denudata är en bladmossart som först beskrevs av William Mitten, och fick sitt nu gällande namn av Franz Stephani. Wiesnerella denudata ingår i släktet Wiesnerella och familjen Wiesnerellaceae. Inga underarter finns listade i Catalogue of Life.